# Araneus gemmoides
Araneus gemmoides es una especie de araña del género Araneus, tribu Araneini, familia Araneidae. Fue descrita científicamente por Chamberlin & Ivie en 1935.
Se distribuye por Canadá y los Estados Unidos. La especie se mantiene activa durante todos los meses del año.